# Francesco Trevisani
Francesco Trevisani (Capodistria, 1656. április 9. – Róma, 1746. július 30.) a késő barokk (kora rokokó) olasz festője.

## Életpályája
Francesco Trevisani apja Antonio Trevisani építész volt, aki az első leckéket adta neki. Trevisani Velencében Antonio Zanchinál tanult festészetet. 1678-ban Rómába ment, ahol kezdetben Pietro Ottoboni bíboros (1667-1740), a később Chigi bíboros pártfogolta, aki ajánlotta őt XI. Kelemen pápának. Rómában festészetére nagy hatással volt Carlo Maratta klasszicista stílusa, és Trevisani Carlo Maratta 1713-ban bekövetkezett halála után saját festőiskolájával a római festészet egyik vezetője lett. Guido Renit, Paolo Veronesét és Pietro da Cortonát is hatásként említik.
Fő művei közé tartoznak a római San Silvestro in Capite freskói, amelyeket 1695/96-ban Giuseppe Chiarival és Ludovico Gimignanival együtt készített. Megfestette az egyik prófétát (Báruk) a Lateráni Bazilikában XI. Kelemen pápa számára, és dolgozott az urbinói székesegyház kupolájának festésén is. Trevisani világi mecénásoknak is festett, többek között a modenai hercegnek (akinek Antonio da Correggio és Parmigianino műveit másolta), valamint Braunschweig, Madrid, München, Stockholm és Bécs udvarában. További művei közé tartozik a Szent József halála a római Sant Ignazio templomban, a portugáliai Mafra palotájának főoltára és jelenetek Narni Szent Lucia életéből a Narni templomában. A vallási motívumok mellett mitológiai és történelmi témákat is festett.
1712-ben az Accademia dell' Arcadia tagja lett. 1719-ben készítette egyik fő művét, a Szent Ferenc stigmatizációját a Santissime Stimmate di San Francesco-templom számára, két másik ottani festményt is (bizonytalanul) neki tulajdonítanak. Fontos kései műve az 1733-ban festett Szent Antal csodája a Velencei San Rocco-templomban.
Testvére, Angelo Trevisani is ismert festő volt Velencében, ezért Francescót néha római Trevisaninak is nevezték.

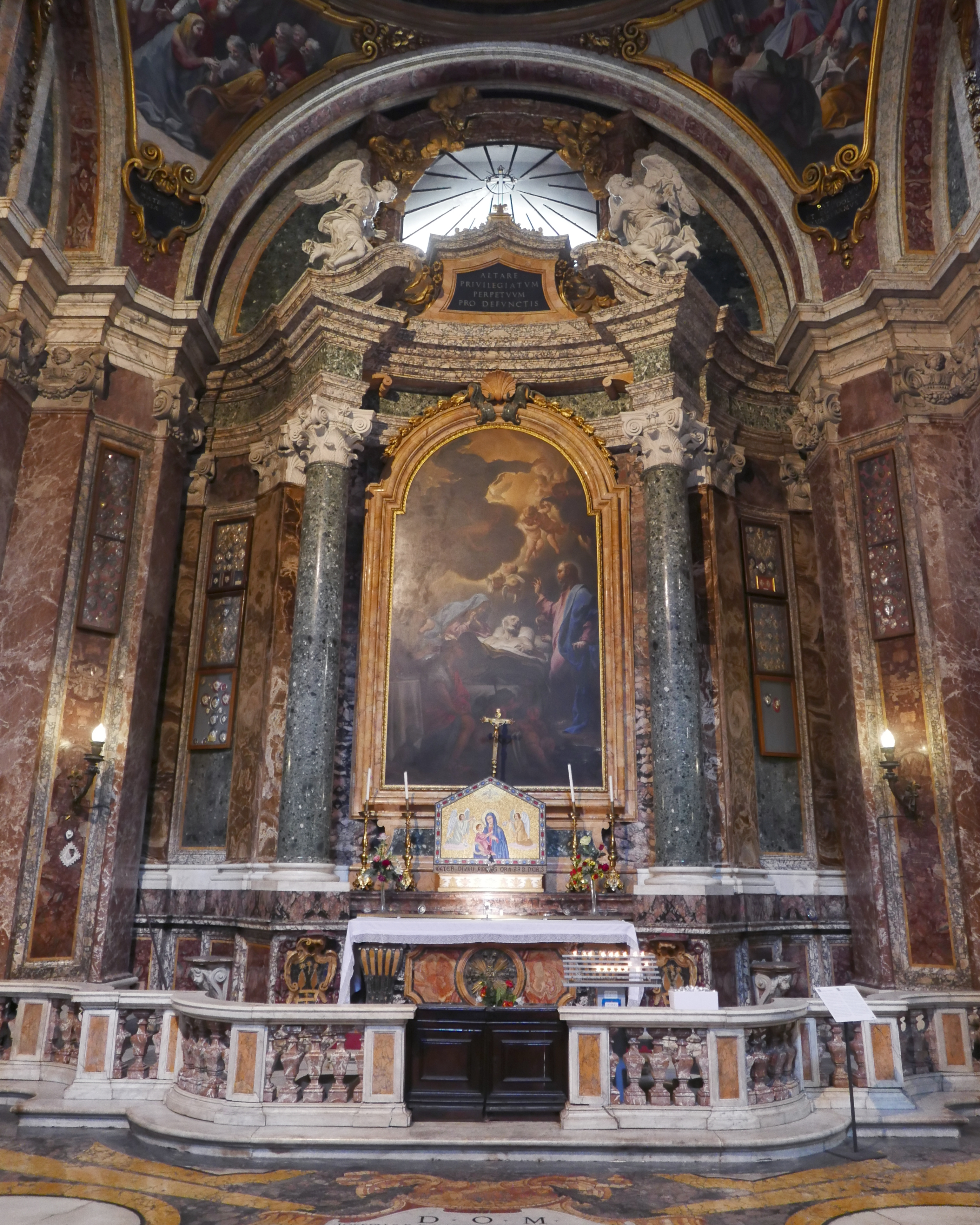

## Fordítás
- Ez a szócikk részben vagy egészben  a   Francesco Trevisani című német Wikipédia-szócikk fordításán alapul.  Az eredeti cikk szerkesztőit annak laptörténete sorolja fel. Ez a jelzés csupán a megfogalmazás eredetét és a szerzői jogokat jelzi, nem szolgál a cikkben szereplő információk forrásmegjelöléseként.